# Flero

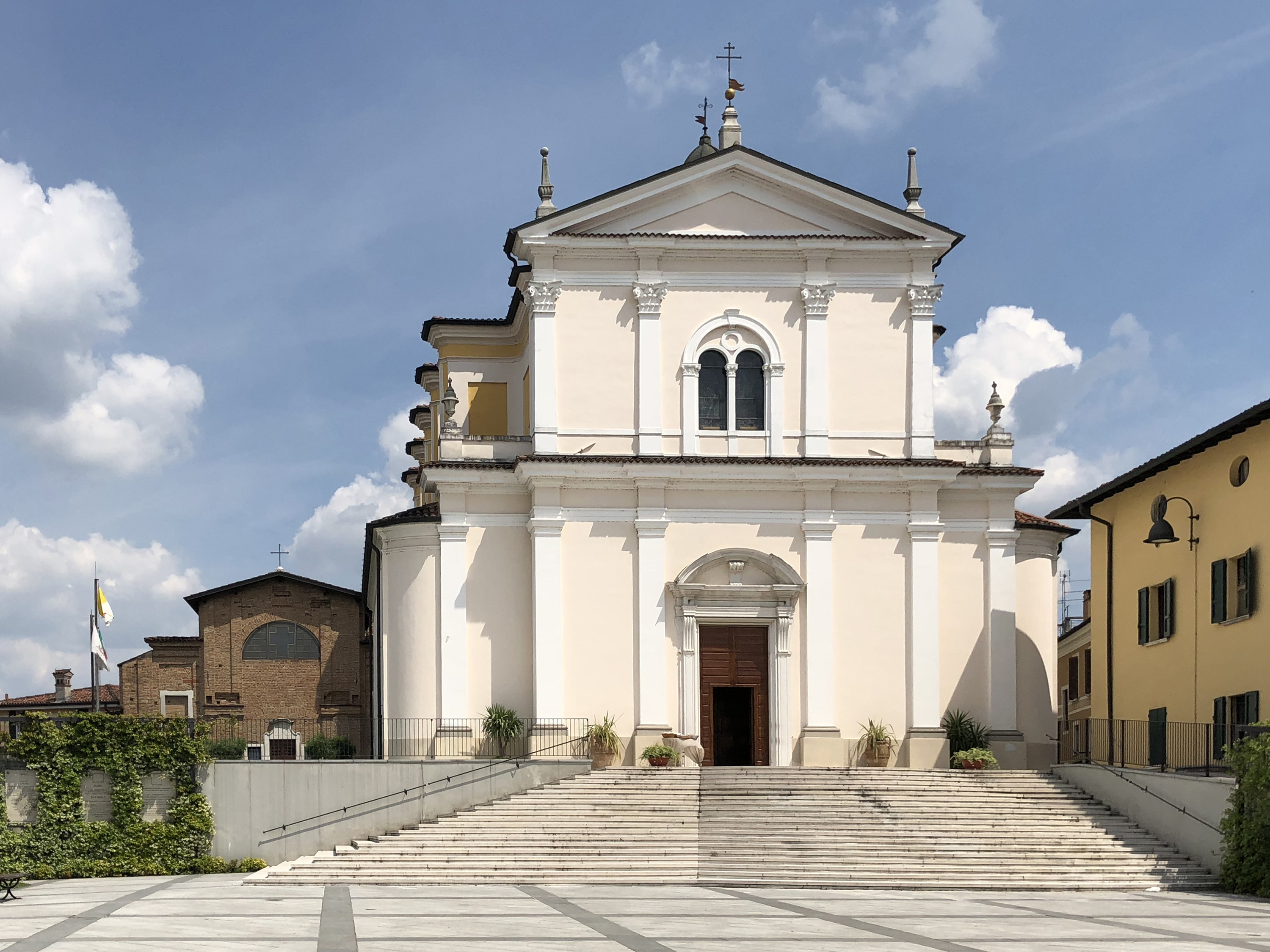
Sankt Paulskirche in Flero

Flero ist eine norditalienische Gemeinde (comune) mit 8744 Einwohnern (Stand 31. Dezember 2023) in der Provinz Brescia in der Lombardei. Die Gemeinde liegt etwa 7,5 Kilometer südwestlich von Brescia. Die Gemeinde liegt am Zufluss des Garza in die Mella am Parco del Monte Netto.

## Verkehr
Flero liegt am zurzeit noch im Bau befindlichen Raccordo Autostradale Ospitaletto-Montichiari als Autobahnzubringer zur Autostrada A21 östlich der Gemeinde.

## Söhne und Töchter der Gemeinde
- Miguel Maria Giambelli (1920–2010), Bischof von Bragança (Brasilien)
- Andrea Pirlo (* 1979), Fußballspieler und -trainer